# Paurava
Paurava (sànscrit: पौरव: sànscrit: पौरव) fou un antic regne al nord-oest del subcontinent indi datat de com a mínim el 890 aC fins al 322 aC. La seva primera capital fou Hastinapur.
En el segle viii aC, Hastinapur va ser destruïda per una inundació severa i el rei Nikasu va construir una nova capital, Kosambi. Amb l'augment del poder dels Mahajanapades, l'estat va entrar en decadència durant els segles V i IV aC.
L'origen de la tribu dels Pauraves és bastant antic i anterior al Mahabharata. Els reis que descendien de Chandra ("lluna") van ser anomenats Chandravanshi (o "de la dinastia lunar"). Yayati fou un rei Chandravanshi, amb Puru i Yadu com dos dels seus molts fills. Foren els fundadors de les dues branques principals dels Chandravamshes; els Yadus o Yadaves (Iadaves), que descendien de Yadu, i els Pauraves que eren descendents de Puru. Els pauraves al seu torn foren els avantpassats comuns dels pandaves i els kauraves, els llegendarios protagonistes del text èpic-religiós Mahabharata (segle III aC).
El Pauraves també havien existit anteriorment a l'edat vèdica. Van ser dirigits pel rei Sudas, qui va lluitar contra els invasors perses a la Batalla dels Deu Reis (segle XIV aC) 
Els Pauraves va ser situats en o a prop del riu Indus, on els seus monarques van créixer rics i pròspers a través del comerç. Els reis perses Darios i Xerxes van reclamar la sobirania sobre els Pauraves, però aquesta reclamació era en el millor dels casos només nominal. Les tribus més potents, dirigides per Ambhi i Porus, va ser derrotades pel rei macedoni Alexandre el Gran el 326 aC. Porus va lluitar un feroç batalla contra Alexandre coneguda com la Batalla del Hidaspes. Alexandre no va poder conquerir l'àrea sencera a causa que el seu exèrcit va rebutjar lluitar contra l'Imperi Nanda situat més a l'est. Pel 322 aC, la regió havia estat conquerida per Chandragupta Maurya, un aventurer adolescent de Magadha, qui més tard va conquerir l'Imperi Nanda i va fundar l'Imperi Maurya.